# (4151) Alanhale
(4151) Alanhale ist ein Hauptgürtelasteroid, der am 24. April 1985 von Carolyn und Eugene Shoemaker vom Palomar-Observatorium aus entdeckt wurde.
Der Asteroid wurde nach dem US-amerikanischen Astronomen Alan Hale benannt.